# Знаменка (Нестеровский район)
Знаменка (до 1946 — Лееген (нем. Leegen)) — посёлок в Нестеровском районе Калининградской области. Входит в состав Чистопрудненского сельского поселения.

## Географическое положение
Знаменка расположена в 16 км. к югу от Нестерова. Ближайшие населенные пункты: посёлок Ильинское к северу, посёлок Черняхово к востоку, посёлок Пугачево к югу и посёлок Дубовая Роща к западу.

## История
До 1945 г. Знаменка входила в состав Восточной Пруссии и носила название Лееген (Leegen). С 24 июня 1874 г. Лееген входил в состав сельского района Шталлупёнен (Stallupönen) административного округа Гумбиннен. В 1910 году в Леегене насчитывалось 106 жителей, в 1933 году - 88 жителей, в 1939 году - 81 житель. Переименован в 1946 г.
В 1999 г. в Знаменке открыт русско-немецкий центр реабилитации для наркозависимых Snamenka e.V.

## Население
| 1910 | 1933 | 1939 | 2002 | 2010 |
| ---- | ---- | ---- | ---- | ---- |
| 106  | ↘88  | ↘81  | ↗100 | ↘80  |